# 우루과이 올림픽 위원회
우루과이 올림픽 위원회(스페인어: Comité Olímpico Uruguayo)는 우루과이의 국가 올림픽 위원회이다. IOC 코드는 URU이다. 본부는 몬테비데오에 있으며 범아메리카 스포츠 기구에 소속되어 있다.
1923년에 설립되었으며 같은 해에 국제 올림픽 위원회의 승인을 받았다. 올림픽, 팬아메리칸 게임, 남아메리카 게임을 비롯한 국제 스포츠 대회에 참가하는 우루과이의 선수들을 대표한다.